# Olesno (Piccola Polonia)
Olesno è un comune rurale polacco del distretto di Dąbrowa, nel voivodato della Piccola Polonia.
Ricopre una superficie di 77,77 km² e nel 2006 contava 7 070 abitanti.